# Runrig
Runrig – szkocki zespół folkowo-rockowy założony w 1973 roku. Zespół muzycznie jest zorientowany na rock, jednakże w warstwie tekstowej dominują orientacje folkowe. Zazwyczaj piosenki zespołu opowiadają o miejscach lub zdarzeniach unikatowych dla Szkocji, szkockiej historii czy polityce. Około jedną czwartą swoich utworów Runrig wykonuje w języku gaelickim.

## Historia
Runrig zaczynał w 1973 jako trzyosobowy zespół taneczno-wokalny grający na weselach i początkowo nazywał się „The Run Rig Dance Band”. Założycielami było dwóch braci – Rory i Calum MacDonald oraz ich przyjaciel Blair Douglas. Ich pierwszy publiczny występ miał miejsce w Kelvin Hall, w Glasgow.
Pierwszy album wydali w 1978, piąty album zaś, wydany w 1987, był pierwszym dla dużej wytwórni i ugruntował ich pozycję na muzycznym rynku.
18 sierpnia 2018 koncertem w Stirling zespół postanowił zakończyć karierę.

## Skład
- Rory MacDonald (od 1973, autor piosenek, basista i wokalista) – (ur. 27 lipca 1949, w Dornoch, Sutherland, Szkocja)
- Calum MacDonald (od 1973, autor piosenek i perkusista) – (ur. 12 listopada 1953, w Lochmaddy, North Uist, Szkocja)
- Malcolm Jones (od 1978, gitarzysta, piszczałki i akordeon) – (ur. 7 sierpnia 1959, w Inverness, Inverness-shire, Szkocja)
- Iain Bayne (od 1980, bębniarz – (ur. 1 stycznia 1960, w St Andrews, Fife, Szkocja)
- Bruce Guthro (od 1997, wokale prowadzące i gitara) – (ur. 31 sierpnia 1961, Cape Breton, Nova Scotia, Kanada)
- Brian Hurren (od 2001, klawisze i wokale) – (ur. 9 października 1980, w Falkirk, Szkocja)

- Peter Wishart (klawisze)
- Donnie Munro (wokale)
- Blair Douglas (akordeon i klawisze)
- Robert MacDonald (akordeon)
- Richard Cherns (klawisze)
- Campbell Gunn (wokalista)

## Dyskografia

### Albumy studyjne
- Play Gaelic (1978)
- The Highland Connection (1979)
- Recovery (Runrig album)|Recovery (1981)
- Heartland (Runrig album)|Heartland (1985)
- The Cutter and the Clan (1987)
- Searchlight (album)|Searchlight (1989)
- The Big Wheel (album)|The Big Wheel (1991)
- Amazing Things (1993)
- Mara (album)|Mara (1995)
- In Search of Angels (1999)
- The Stamping Ground (2001)
- Proterra (wspólnie z Paulem Mounseyem) (2003)
- Everything You See (2007)

### Albumy koncertowe
- Once in a Lifetime (1988)
- Transmitting Live (1994)
- Live at Celtic Connections (2000)
- Day of Days (2004)
- Year of the Flood (2008)
- Party on the Moor (3 CD Boxset) (31 marca 2014)

### Kompilacje
- The Best of Runrig:Long Distance (1996)
- The Gaelic Collection 1973-1998 (1998)
- Beat the drum (EMI) (1998)
- The Best: Thirty Year Journey (2005)

### DVD
- City of Lights
- Wheel in Motion
- Air an Oir
- Day of Days
- Year of The Flood
- Party on the Moor - 2 płyty

### Single
- Loch Lomond (1983)
- News from Heaven (1989)
- Capture the Heart (1990)
- Hearthammer (EP) (1991)
- Flower of the West (1991)
- Wonderful (1993)
- The Greatest Flame (1993)
- This Time of Year (1995)
- An Ubhal as Airde (The Highest Apple) (1995)
- Things That Are (1995)
- Rhythm of My Heart (1996)
- The Greatest Flame (1997) (1997)
- The Message (1999)
- Maymorning (1999)
- This Is Not a Love Song (1999)
- Book of Golden Stories (2001)
- Empty Glens (2003)
- Year of the Flood (2007)
- Clash of the Ash (2007)
- Loch Lomond (2007) (wspólnie z Tartan Army)
- Year of the Flood (2008)
- Road Trip (2008)
- And We'll Sing (2013)